# Julià Vilàs Ferrer
Julià Vilàs Ferrer (Eivissa, 1930) és un metge eivissenc.
El 1953 es va llicenciar en medicina i cirurgia per la Facultat de Medicina San Carlos, de Madrid. En acabar la carrera, va realitzar un curs d'especialització en traumatologia a l'Hospital Provincial de Madrid (1953). A continuació es va traslladar a Barcelona, on va ser metge assistent de l'hospital de Sant Pau (1955-1958) i de la Quinta de Salut l'Aliança (1954-1958), així com ajudant de l'equip de traumatologia de l'hospital de la Vall d'Hebron (1955-1958). El 1958, va obtenir els títols d'especialista en cirurgia general i en traumatologia i cirurgia òssia.
El mes d'octubre del mateix any, va obrir a Eivissa la primera Clínica Vilàs, que tenia set llits. Mentrestant, va ser el responsable dels equips de cirurgia i
traumatologia de l'Obra 18 de Julio (antiga Seguretat Social) durant 1959, i de la Seguretat Social (1965-1971). El 1969, va promoure la construcció de la primera fase de l'actual Policlínica Nuestra Señora del Rosario, que inicialment disposava de seixanta llits. Durant el període 1994-1996, va tenir lloc l'ampliació i la modernització de la clínica, que assolí la capacitat actual de noranta llits.
Des de 1971 fins a la seva jubilació (1996) va ocupar el càrrec de cap del Servei de Cirurgia de l'Hospital de la Seguretat Social de la capital pitiüsa. El doctor Vilàs va organitzar a Eivissa un total de divuit congressos mèdics d'abast estatal i internacional. El 2004 va rebre el Premi Ramon Llull.